# 2024年蓬桑德襲擊事件
2024年蓬桑德襲擊事件是指2024年10月3日，海地蓬桑德遭到格兰格里夫（Gran Grif）帮派的袭击，造成至少70人死亡 ， 50人受伤。 袭击导致数千人被迫離開蓬桑德。  此次袭击也是海地帮派战争的一部分。

## 背景
格兰格里夫（Gran Grif）帮派主要在阿蒂博尼特省活动， 其头目是前议员Prophane Victor和拉克森·埃兰（Luckson Elan） ，他们于2024年9月受到美国的制裁。 此外在襲擊前不久，格兰格里夫試圖接管當地道路上的一個临时收费站，但遭到當地居民的阻撓。 

## 攻击
10月3日早上，格兰格里夫帮派分子乘独木舟进入蓬桑德，並用自动步枪射殺當地居民。帮派分子还烧毁了45栋房屋和34辆车辆，然后他們穿过附近的一个农场徒步逃跑。 
很多伤者被送往圣马克的医院，也有一些幸存者逃到那里。還有约3000人流离失所。 

## 後續
海地总理加里·科尼耶称此次襲擊事件是“令人发指”，是“对整个海地的攻击”。 政府向蓬桑德部署一支警察部队，并运送医疗物资前往當地。 
联合国对此次袭击表示“震惊”。 
拉克森·埃兰（Luckson Elan）認為海地政府和蓬桑德居民應該對此次襲擊負責。 